# Alexander Ritter (Musiker)

Alexander Ritter, Ende der 1870er Jahre

Alexander „Sascha“ Ritter (* 27. Juni 1833 in Narva, Russisches Kaiserreich; † 12. April 1896 in München) war ein deutscher Violinist, Dirigent und Komponist.

## Leben
Alexander Ritter wurde als Sohn eines deutschen Kaufmanns im damals russischen Narva geboren. Nach dem Tod des Vaters zog die Mutter Julie mit ihren Kindern 1841 nach Dresden, wo Alexander die Uraufführungen von Richard Wagners Rienzi, Der fliegende Holländer und Tannhäuser unter der Leitung des Komponisten erleben konnte. Seine Mutter Julie Ritter war Wagners erste Förderin im Exil, sein Bruder Karl Ritter lebte zeitweilig als Schüler bei Wagner in Zürich. Alexander Ritter selbst lernte Wagner erst 1861 persönlich kennen, stand mit ihm in Briefkontakt und verehrte ihn zeitlebens. 1849 ging Ritter nach Leipzig und absolvierte ein Violinstudium bei Ferdinand David. Franz Liszt, den er bereits 1844 in Dresden kennengelernt hatte, gewährte ihm 1854 eine Stelle als Violinist in der Weimarer Hofkapelle, wo er sich dessen Kreis (u. a. Peter Cornelius und Joachim Raff) anschloss. Im gleichen Jahr heiratete er die Schauspielerin Franziska Wagner (1829–1895), eine Nichte seines Idols Richard Wagner. Die gemeinsame Tochter Hertha (1873–1913) heiratete 1902 den Dirigenten und Komponisten Siegmund von Hausegger.
Es folgten Engagements als Geiger und Dirigent 1856 in Stettin, 1863 in Würzburg und 1872 in Chemnitz, jeweils mit mäßigem Erfolg. 1882 kam er unter Hans von Bülow als Konzertmeister an die Meininger Hofkapelle, wo er den jungen Richard Strauss kennenlernte, den er in den folgenden Jahren stark förderte (Strauss selbst schreibt in seinen Erinnerungen vom „entscheidenden Ausschlag für meine zukünftige Entwicklung“). 1886 ging Ritter wie dieser nach München und widmete sich dort ganz dem Komponieren und der Förderung der jungen Komponistengeneration im Sinne der „Neudeutschen Schule“. Für Strauss’ Tondichtung Tod und Verklärung verfasste Alexander Ritter nachträglich das programmatische Gedicht, das dieser in der Partitur abdrucken ließ, er brachte ihm den Guntram-Stoff für seine erste Oper nahe, und er schrieb das Libretto zu Ludwig Thuilles Oper Theuerdank.

## Werke
Alexander Ritters stark von Richard Wagner und Franz Liszt beeinflusstes Werk umfasst etliche Sammlungen von Klavierliedern auf Texte von Heinrich Heine, Nikolaus Lenau, Joseph von Eichendorff u. a. Ferner komponierte er die zwei Operneinakter Der faule Hans (1878) und Wem die Krone? (1889/90), die der Tendenz der deutschen Oper nach Wagner zu Märchenstoffen folgen, und denen relativer Erfolg beschieden war (Ritter ist der Erste, der das Genre des komischen Einakters deutscher Sprache prägt). Daneben Kammermusik – wie das Streichquartett op. 1 und ein verschollenes Klavierquintett – und schließlich Orchesterwerke wie Sursum corda!, Erotische Legende, Kaiser Rudolfs Ritt zum Grabe u. a., die zunächst auf traditionellen Formen beruhten, sich aber zur modernen Sinfonischen Dichtung hin entwickelten und programmatische Titel erhielten.